# Famaillá
Famaillá é uma cidade da Argentina, capital do departamento de Famaillá, província de Tucumã.